# Сільбо гомеро
Сільбо гомеро (ісп. Silbo gomero від ісп. el silbo — свист) — мова свисту на острові Гомера (Канарські острови). Сільбо — форма одного з діалектів іспанської мови. Мешканці спілкуються нею через глибокі ущелини і вузькі долини, якими порізаний весь острів. Носія сільбо Гомери називають ісп. сільбадором (свистуном). 2009 року мову занесено до списку шедеврів усної та нематеріальної культурної спадщини ЮНЕСКО.

## Історія

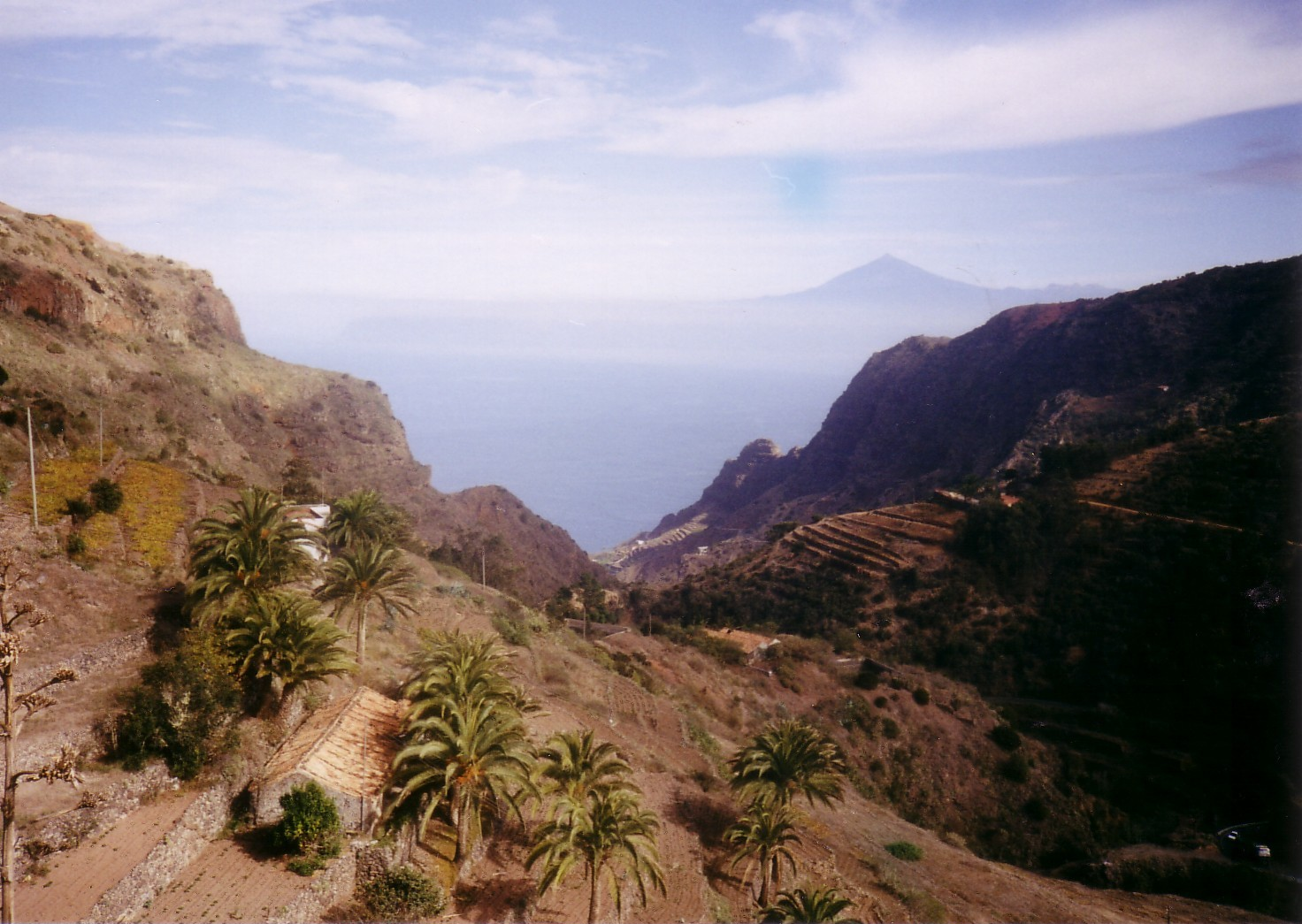
Існування мови сільбо пояснюється особливим ландшафтом острова й простотою її оволодіння

Про давню мову на Канарських островах майже нічого не відомо. Напевно це була достатньо проста фонетична система, що дозволяла ефективно спілкуватись за допомогою свисту. Мова прийшла з Північної Африки. Нею спілкувались гуанчі, мешканці острова. Нею також спілкуються на островах Ієрро, Тенерифе і Гран Канарія. Іспанські колонізатори, що завоювали Канарські острови у 1402-1405 роках, поступово змішались з місцевим населенням. У XVI ст. вони перейняли сільбо і адаптували до іспанської мови. Завдяки цьому мова сільбо збереглась. За станом на 1976 рік сільбо залишився тільки на острові Ієрро, де процвітав ще у ХІХ ст.
Наприкінці ХХ ст., коли вона була на межі зникнення, місцева влада запровадила вивчення сільбо у школах. 
Тривале існування сільбо пояснюється особливим ландшафтом острова й простотою її оволодіння. Мова знаходиться під офіційним захистом як приклад нематеріальної культурної спадщини.

## Функція
Подібно до інших свистячих форм нетональних мов, звуки сільбо відтворюються приблизно так само, як й артикуляція, спрямована на вимовляння звуків звичайної мови. 
Свист носіїв доволі сильний. Це дає змогу остров'янам спілкуватись на відстані 5-6 км. А деякі найвправніші можуть донести інформацію до 11-15 км.